# Faro de Calella
El faro de Calella es un faro que se encuentra en activo y que está situado en la ciudad costera de Calella, en la costa del Maresme, 58 km al noreste de Barcelona, en Cataluña, España.

## Funcionamiento
Comenzó a construirse el 9 de octubre de 1856, siendo el ingeniero responsable Marià Parellada. Fue inaugurado el 15 de diciembre de 1859. Tiene una elevación de 50 metros (160 ft) sobre el nivel del mar y puede verse desde 18 millas náuticas.